# Trachurus symmetricus
Trachurus symmetricus is een straalvinnige vis uit de familie van horsmakrelen (Carangidae) en behoort derhalve tot de orde van baarsachtigen (Perciformes). De vis kan een lengte bereiken van 81 cm. De hoogst geregistreerde leeftijd is 30 jaar. 

## Leefomgeving
Trachurus symmetricus is een zoutwatervis. De vis prefereert een subtropisch klimaat en leeft hoofdzakelijk in de Grote Oceaan. De diepteverspreiding is 0 tot 400 m onder het wateroppervlak. 

## Relatie tot de mens
Trachurus symmetricus is voor de visserij van aanzienlijk commercieel belang. In de hengelsport wordt er weinig op de vis gejaagd. 
Voor de mens is Trachurus symmetricus ongevaarlijk.